# Oldenhütten
Oldenhütten ist eine Gemeinde im Kreis Rendsburg-Eckernförde in Schleswig-Holstein.

## Geografie und Verkehr
Oldenhütten liegt etwa 20 km nordwestlich von Neumünster im Naturpark Aukrug. Nordöstlich verläuft die Bundesstraße 205 von Rendsburg nach Neumünster. 

## Geschichte
Der Ort wurde 1538 als Hutten erstmals erwähnt. Die Bedeutung des Ortsnamens ist nicht abschließend geklärt.
Im Ort, der in einer waldreichen Gegend lag, wurde Pech und Holzkohle hergestellt, später gab es auch Ziegeleien.
Bevor Oldenhütten 1867 zum Kreis Rendsburg kam, gehörte die Gemeinde zu den Walddörfern. Gleichzeitig wurde mit Holtdorf ein Schulverband gegründet, die Schule lag auf halbem Weg zwischen beiden Orten.

## Politik

### Gemeindevertretung
Bei der Kommunalwahl am 14. Mai 2023 wurden insgesamt sieben Sitze vergeben. Die Allgemeine Kommunale Wählergemeinschaft Oldenhütten erhielt fünf Sitze und die Freie Wählergemeinschaft Oldenhütten erhielt zwei Sitze.

### Wappen
Blasonierung: „In Grün mit einem goldenen geschindelten Bord ein schräglinker goldener Wellenbalken, oben eine goldene Hirschgeweihstange, unten eine goldene Hütte.“

## Wirtschaft
Die Gemeinde ist überwiegend landwirtschaftlich strukturiert.